# Ristijärvi (sjö i Finland, Kajanaland, lat 64,73, long 28,40)
Ristijärvi är en sjö i Finland. Den ligger i kommunen Hyrynsalmi i landskapet Kajanaland, i den centrala delen av landet, 500 km norr om huvudstaden Helsingfors. Ristijärvi ligger 180 meter över havet. Den är 4,6 meter djup. Arean är 36 hektar och strandlinjen är 6,84 kilometer lång. Sjön  ingår i Uleälvens huvudavrinningsområde. 